# Бег

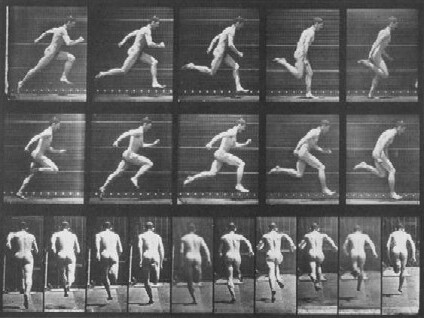
Фотопоследовательность бега. Автор — Эдвард Мейбридж

Бег — один из способов передвижения (локомоции) человека и животных; отличается от ходьбы наличием так называемой фазы «полёта» и осуществляется в результате сложной координированной деятельности скелетных мышц и конечностей.
Для бега характерен, в целом, тот же цикл движений, что и при ходьбе, те же действующие силы и функциональные группы мышц. Отличием бега от ходьбы является отсутствие при беге фазы двойной опоры.
Бег предоставляет хорошие условия в качестве аэробной тренировки, которая увеличивает порог выносливости, положительно влияет на сердечно-сосудистую систему, повышает обмен веществ в организме и, таким образом, помогает осуществлять контроль за весом тела. Бег позитивно влияет на иммунную систему и улучшает тонус кожи. Укрепление мускулатуры ног и улучшение обмена веществ помогает предотвратить и устранить целлюлит.
Бег позволяет наладить ритмическую работу эндокринной и нервной систем. Во время бега, когда человек постоянно преодолевает земную гравитацию, подскакивая и опускаясь в вертикальном положении, кровоток в сосудах входит в резонанс с бегом, при этом активизируются ранее незадействованные капилляры. Микроциркуляция крови активизирует деятельность органов внутренней секреции. Поток гормонов возрастает и способствует координированию деятельности других органов и систем организма.
С другой стороны, при занятиях бегом травмируются колени, происходит воспаление участка подвздошно-большеберцовой фасции на внешней стороне коленного сустава.

## История

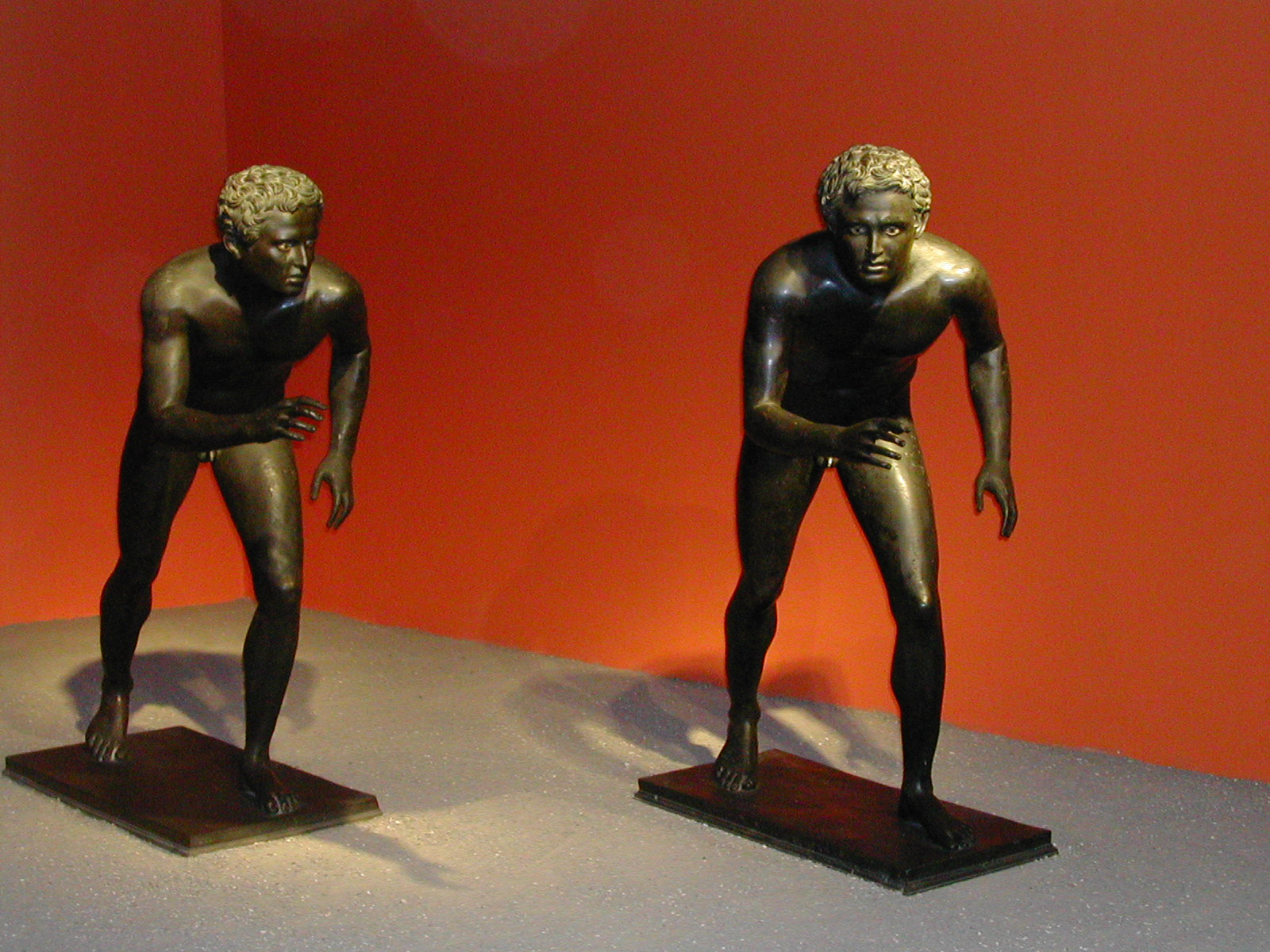
Статуи бегунов с Виллы папирусов в Геркулануме

Первые олимпийские состязания, проходившие до н. э., проводились только по бегу. По преданию первые Олимпийские игры были организованы Гераклом в 1210 году до н. э. С 776 года до н. э. велись записи об играх олимпиад, которые проводились только по бегу на один стадий (192 м). В 724 году до н. э. добавились состязания на две стадии. В 720 до н. э. был добавлен бег на семь стадий и в пример победителю атлеты стали соревноваться обнажёнными. Этому способствовала культура общества, превозносившая загорелые атлетические тела. На игры не допускались женщины в детородном возрасте, в беге состязались только мужчины.
Бег и состязания в беге известны в истории человека «разумного» во все времена, на всех континентах, всех народов, начиная от человека «умелого».
Это те физические упражнения, которые необходимы были и для девушек Древней Греции для рождения здоровых детей. Об этом писал Аристотель, критикуя законодательство, не обязывающее родителей заниматься спортом с девушками.

## Техника
Вопрос о постановке ноги на поверхность земли. Многие бегуны-любители ставят ногу на пятку с последующим перекатом на переднюю часть стопы, так как такая техника требует гораздо меньшей подготовки мышц голени и бедра, чем при постановке ноги на переднюю часть (на носок). Профессиональные бегуны при беге по дорожке стадиона используют постановку ноги на носок, часто вообще без касания земли пяткой.

Отличная техника бега — это экономные, красивые движения бегуна, правильное положение рук, наиболее выгодный наклон туловища, постановка ноги на грунт на переднюю часть стопы, полное выталкивание, расслабление групп мышц, не принимающих активного участия в беге, и умение расслаблять мышцы голени и бедра во время бега в фазе полёта. <…> Приземление на переднюю часть стопы, не касаясь дорожки пяткой — очень рациональный вид бега; но для этого надо выработать большую силу ног. Сила ног приобретается путём систематических тренировок в беге с носка, когда передняя часть стопы опирается на все пальцы ног.— Владимир Куц, «От новичка до мастера спорта». М., «Воениздат», 1962
Другой известный бегун Гордон Пири считал, что постановка ноги на носок — единственно правильная техника при любой скорости бега, и называл постановку ноги на пятку одной из главных причин травм, но при этом он считал, что правильной техникой является постановка с носка, после чего выполняется полное касание стопой. Подробное описание техники бега приведено в его книге «Бегай быстро и без травм».
Артур Лидьярд, тем не менее, предостерегает от того, чтобы при джоггинге (беге трусцой) приземление было на переднюю часть стопы:

…При беге с низкой анаэробной скоростью центр тяжести тела медленно переходит на опорную конечность. Следовательно, если вы в таком беге будете приземляться на переднюю часть стопы, при постановке возникнут слишком большие силы, стопорящие продвижение. Кроме того, это может приводить к потёртостям кожи стопы и воспалению надкостницы.— Артур Лидьярд, Гарт Гилмор. Бег с Лидьярдом. М., ФиС, 1987
Утверждение верно только в том случае, если бегун ставит ногу перед собой, в то время как желательно ставить её точно под центр тяжести тела.

## Физиология бега

### Мускулатура
В основном в беге задействованы мышцы сердца, бедра и голени, причём в ногах другие узлы тех же мышц, которые многие атлеты пытаются нагрузить в спортзале, заменяя бег. В голени при беге участвует не только икроножная мышца, которая может развиваться при хождении на каблуках. Стопу толкает также сгибатель и разгибатель большого и среднего пальца, развивается камбаловидная и передняя большеберцовая мышца. От этого голень становится более ровной или полной, гармонично развитой.
Второстепенное развитие мускулатуры получает прямая мышца живота (брюшной пресс) в основном в узлах у лобка. Но развитие дыхания развивает и рёберные узлы этой мышцы.

### Дыхание
Дыхание при беге строится, исходя из потребности организма в кислороде. Кислородный голод вызывает повышенное сердцебиение, которое влияет на учащение дыхания. Дыхание, при котором бегуну легко разговаривать, называется «аэробным», считается по пульсу в размере менее 60% относительно максимально возможного. Дыхание, при котором тяжело разговаривать, называется «дыханием с кислородным голодом». Искусственно созданный кислородный голод заставляет мускулатуру активнее работать, увеличивать количество микрокапилляров, развивает в лёгких увеличенное количество кровеносных сосудов, что из меньшего количества воздуха позволяет отбирать кислород качественнее.

### Эйфория бегунов
Эйфория бегунов — состояние особого подъёма, сходное с лёгким опьянением, наблюдаемое у спортсменов в циклических видах спорта во время длительной физической активности, в результате которого возрастает устойчивость к боли и усталости. Теории, объясняющие действие эйфории бегуна, появились в 1970-х годах в США на волне интереса к бегу трусцой, тогда же были открыты опиатные μ-рецепторы в мозгу.

## Типичные травмы бегунов
По данным американских исследований ежегодно травмируются от 37% до 56% регулярно занимающихся бегом людей. Чаще всего страдают колени, следующие по частоте: травмы стопы и голеностопных суставов, затем тазобедренные суставы, поясница, мышцы и сухожилия бедра, икры, верхняя часть спины и шея.
К типичным травмам можно отнести «колено бегуна» (пателлофеморальный болевой синдром, ПФБС), воспаление подошвенной фасции (плантарный фасциит), синдром подвздошно-большеберцового тракта (воспаление участка подвздошно-большеберцовой фасции на внешней стороне коленного сустава).

## Питание
Занимаются бегом на пустой желудок, планируя питание таким образом, чтобы к началу тренировок желудок был пуст. Полный желудок напрягает поджелудочную железу, может способствовать появлению боли в боку.
Для более продолжительного по времени бега (от 1—2 часов) желательно принимать быстроусваиваемую организмом пищу. Люди, активно занимающиеся бегом, применяют спортивное питание[значимость факта?].